# Санктпетербургски военноморски институт
Санктпетербургският военноморски институт „Петър Велики“ (на руски: Санкт-Петербургский военно-морской институт) е висше военноморско училище в Санкт Петербург, Русия.

## История
С указ на цар Петър I през 1701 г. се създава училище по математически и навигационни науки. Първите директори на училището са Ф. М. Апраксин и Ф. Ф. Головин. Първият випуск се дипломира през 1705 г. Гвардейска морска академия се създава през 1715 г. към навигационното училище. През 1802 г. училището е преименувано на Морски кадетски корпус, начело на който са П. К. Карцев и ветераните от войните Турцией и Швецией. 15 години по-късно към училището се създава и инженерно подразделение.
От 1926 г. е преименувано на Военноморско училище „М. В. Фрунзе“. През 1998 г. университетът е преструктуриран и архитектурното подразделение се отделя в самостоятелен институт.
300-годишнината от основаването на училището е отпразнувана през 2001 г.

## Факултети
- Корабоводене и подводно управление
- Корабни комплекси и информационно-управляващи системи
- Автоматизирани системи за морска техника
- География и навигация на флота
- Електронни и автоматизирани системи

## Възпитаници
- Л. С. Соболев – писател
- С. А. Колбасьев – писател
- К. М. Станюкович – писател
- Н. И. Путилов – министър в руското морско министерство
- В. В. Верещагин – художник
- Н. А. Римский-Корсаков – композитор